# غوتهيلف هيمبل
غوتهيلف هيمبل (بالألمانية: Gotthilf Hempel)‏ هو عالم الأحياء البحرية ألماني، ولد في 8 مارس 1929 في غوتينغن في ألمانيا.